# Norfolk (város, Connecticut)
Norfolk város az USA Connecticut államában, Litchfield megyében. . Lakosainak száma 1588 fő (2020. április 1.).

## Népesség
A település népességének változása:

| 2010 | 1 709 |
| 2020 | 1 588 |